# Apreliwka (Krym)
Apreliwka (ukr. Апрелівка, ros. Апрелевка, Aprielewka) – wieś na Ukrainie, w Autonomicznej Republice Krymu (de iure stanowiącej integralną część państwa ukraińskiego, w 2014 anektowanej przez Rosję i odtąd funkcjonującej jako Republika Krymu), w rejonie dżankojskim. W 2001 liczyła 375 mieszkańców, wśród których 73 wskazało jako ojczysty język ukraiński, 277 rosyjski, 13 krymskotatarski, 1 białoruski, a 11 inny. Według spisu ludności przeprowadzonego przez okupacyjne władze rosyjskie populacja wsi w 2014 wynosiła 281 osób.